# Arcko et ses évolutions
Arcko et ses évolutions Massko et Jungko sont trois espèces de Pokémon de troisième génération.

## Création
La franchise Pokémon, développée par Game Freak pour Nintendo et introduite au Japon en 1996, tourne autour du concept de capture et d'entraînement de 150 espèces de créatures appelées Pokémon, afin de les utiliser pour combattre des Pokémon sauvages et ceux d'autres dresseurs Pokémon, qu'il s'agisse de personnages non-joueurs ou d'autres joueurs humains. La puissance des Pokémon au combat est déterminée par leurs statistiques d'attaque, de défense et de vitesse et ils peuvent apprendre de nouvelles capacités en accumulant des points d'expérience ou si leur dresseur leur donne certains objets.

### Conception graphique

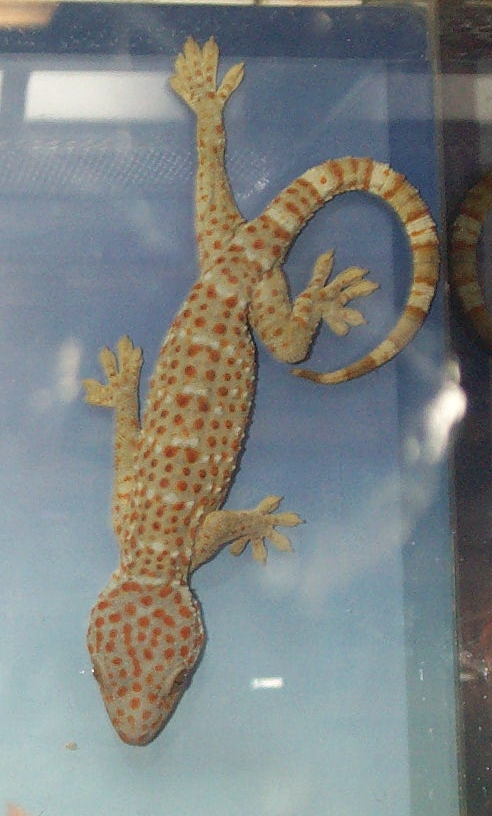
Le Gekko gecko qui aurait pu inspirer les graphistes pour créer Arcko.

### Étymologie
Le nom de Arcko vient de « arbre » et du « gecko », l'animal auquel il ressemble. Le nom de Massko vient de « massif » et de « gecko », l'animal auquel il ressemble. Le nom de Jungko vient de Jungle et de Gecko, l'animal auquel il ressemble.

## Description
Dans les jeux vidéo, Arcko évolue en Massko au niveau 16 puis en Jungko au niveau 36.

### Arcko
Arcko (de l'anglais Treeko, et du japonais Kimori) est une espèce de Pokémon, des créatures fictives de la licence Pokémon. Arcko est connu pour être l'une des trois espèces Pokémon que les joueurs de Pokémon Rubis, Pokémon Saphir et Pokémon Émeraude peuvent choisir au début de l'aventure. On donne le nom d'Arcko à tous les Pokémon de cette espèce. Ces attaques principales sont Vol-vie et Ecras'face.
La silhouette d'Arcko vient des lézards de la famille des Geckonidés (Geckos en langage courant). Sa couleur verte fait référence à son type Plante et lui permet de se camoufler dans la forêt. Il possède aussi une couleur rouge clair sur la partie inférieure du corps. Lorsque Arcko s'accroche à un arbre avec ses pattes dotées de crochets pour se camoufler, cette partie du corps rouge est cachée et seule son épaisse queue ressemblant à des feuilles est visible. Cette queue lui sert pour prévoir le temps de la journée et à attaquer ses ennemis. Arcko fait son nid dans les plus grands arbres de la forêt et le protège de quiconque approche son territoire. Arcko a la réputation d'être le protecteur des arbres et de la forêt où il vit. Arcko ne panique jamais dans n'importe quelle situation. Si un Pokémon lance un regard furieux à un Arcko, celui-ci le lui rend sans bouger d'un pouce.

### Massko
Massko (de l'anglais Grovyle, et du japonais Juputoru) est une espèce de Pokémon, des créatures fictives de la licence Pokémon. Massko est l'évolution d'Arcko, l'une des trois espèces Pokémon que les joueurs de Pokémon Rubis, Pokémon Saphir et Pokémon Émeraude peuvent choisir au début de l'aventure. On donne le nom de Massko à tous les Pokémon de cette espèce. L’attaque principale de Massko est Lame-Feuille, une attaque à taux de critique élevé utilisant ses feuilles suspendues à ses poignets. Massko utilise aussi Vive-attaque et Taillade.
La silhouette de Massko vient des lézards de la famille des Geckonidés (Geckos en langage courant). Il ressemble aussi à un dinosaure. C'est un lézard de couleur verte, sa partie inférieure (de la mâchoire au bas du ventre) est de couleur rose. Un trait vert sépare la partie rose en deux comme une ceinture. Des feuilles ont poussé sur son corps, trois feuilles coupantes sur chaque poignet pour attaquer, une longue feuille aussi utile en combat de par sa longueur sur la tête et deux feuilles de taille moyenne lui servant de queues.
Les feuilles qui se développent sur le corps de Massko ont la couleur verte des feuilles d'un arbre. Massko peut donc se camoufler dans les forêts ou jungles en s'accrochant aux arbres.

### Jungko
Jungko (de l'anglais Sceptile, et du japonais Jukain) est une espèce de Pokémon, des créatures fictives de la licence Pokémon. Jungko est l'évolution finale d'Arcko l'une des trois espèces Pokémon que les joueurs de Pokémon Rubis, Saphir et Émeraude peuvent choisir au début de l'aventure. On donne le nom de Jungko à tous les Pokémon de cette espèce. Son attaque principale est Lame-Feuille, sa seule puissante attaque.
Jungko est d'un vert plus foncé que Massko, et a une taille humaine. Ses pattes ressemblent à celles des dinosaures. Sa puissance est inégalée dans la jungle. Jungko est donc l'espèce dominante dans cet environnement. Gardiens de la forêt, ces Pokémon s'occupent des arbres et des plantes avec grands soin. Jungko possède des graines jaunes en forme d'orbes sur le dos remplies de nutriments qu'il utilise pour revitaliser les arbres. Jungko régule sa température interne en se dorant au soleil. Le corps de Jungko est adapté pour des prouesses de combat et une mobilité supérieure dans la jungle. De larges et coupantes feuilles (ou branches) ont poussé sur ses avant-bras et sa queue est parsemée de pointes tranchantes. Il attaque son ennemi avec ses feuilles en rasoirs.

## Apparitions

### Jeux vidéo
Arcko, Massko et Jungko apparaissent dans série de jeux vidéo Pokémon. D'abord en japonais, puis traduits en plusieurs autres langues, ces jeux ont été vendus à plus de 200 millions d'exemplaires à travers le monde.
Arcko est aussi présent dans Pokémon : Donjon mystère en tant que personnage principal.

### Série télévisée et films
La série télévisée Pokémon ainsi que les films sont des aventures séparées de la plupart des autres versions de Pokémon et mettent en scène Sacha en tant que personnage principal. Sacha et ses compagnons voyagent à travers le monde Pokémon en combattant d'autres dresseurs Pokémon.